# Igor Krasavin
Igor Jurjevič Krasavin (Minsk, 16. travnja 1971. – Minsk, 7. kolovoza 2009.), bio je bjeloruski glumac.
Rođen je i odrastao u Minsku. Nikada nije želio biti glumac i do filmske uloge došao je slučajno.
Godine 1989., kada je bio student, privukao je pozornost redatelja Leonida Nečajeva, koji je bio u potrazi za glumcem koji bi tumačio glavnu ulogu princa Patricka u njegovom novom mjuziklu "Ne ostavi", prema djelu "Ruža i prsten" Williama Makepeacea Thackeraya. Igor Krasavin istaknuo se u filmu, makar je imao problema s dikcijom i govorio je naglašenim bjeloruskim naglaskom. Nakon filma naglo mu je porasla popularnost. Postao je velika zvijezda i posebno je pobudio pažnju ženske publike, zbog ljepuškastoga izgleda. Primio je mnoge ponude za snimanje filmova, ali ih je sve odbio, govoreći, da nije umjetnik po prirodi i da nema potrebne vještine.
Godine 1994., diplomirao je na bjeloruskom Politehničkom institutu. Živio je u Minsku, i radio u Minskom metrou. Izbjegavao je javne nastupe. Imao je suprugu Olgu i kćer Dariju.
Umro je nakon operacije mozga 7. kolovoza 2009. u Minsku,

## Filmografija
- 1989. - "Ne ostavi" kao princ Patrick